# Microplitis ajmerensis
Microplitis ajmerensis är en stekelart som beskrevs av Rao och Kurian 1950. Microplitis ajmerensis ingår i släktet Microplitis och familjen bracksteklar. Inga underarter finns listade i Catalogue of Life.